# 祖郎
祖郎（?—?），東漢末年軍事人物，丹陽郡陵陽縣人，涇縣賊帥，後降孫策。

## 生平
初平三年（192年），孫策因父親孫堅戰死而依附舅父吳景，並在曲阿招募了數百兵力，此時祖郎襲擊了孫策，還砍中了孫策的馬鞍，令其大敗人馬盡失。但隨後孫策聽取吳景之建言，又與孫河、呂範合眾攻擊祖郎，遂敗退。
建安二年（197年），孫策初平江東，逐走袁術所指派之丹楊太守袁胤。袁術對於孫策脫離獨立感到不悅，亦擔心其勢力擴張造成威脅，遂暗中派遣使者帶著印綬給予丹楊的賊帥祖郎等人，使他們鼓動山越群起圍攻孫策。
在其與山越聯軍之圍攻下，孫策受包圍而危殆之際，多亏程普一騎持矛殺入重圍，策馬疾呼，祖郎军被殺個措手不及，大敗，才解圍而出。此後孫策收拾殘兵，重整旗鼓，與孫輔、呂範、程普進軍陵陽再攻祖郎，並生擒之。
祖郎遭生擒後，孫策對其說：「昔日你突襲我，斷我馬鞍，讓我幾乎喪命。今天要建功立業，只求人才，往日恩怨自當將之捨棄。過往之事不怪罪於你，請不要恐懼。」遂投降，任門下贼曹一職。孫策軍隊回師時，與太史慈中擔任前導，當時的人均引以為榮。

## 藝術作品
於中國古典小說中《三國演義》所記載為孫策主動攻擊。袁術煽動突襲、使孫策苦戰和投降之事均無提及。

## 漫畫
- 《火鳳燎原》（陳某）: